# Park van Tervuren
Het Park van Tervuren of de Warande van Tervuren is een publiek park in de Vlaamse gemeente Tervuren, gelegen in de rand rond Brussel.

## Situering
Het park situeert zich tussen de dorpen Tervuren en Vossem. De prestigieuze Tervurenlaan, die vertrekt in het Jubelpark verbindt Brussel met het Park van Tervuren. De Tervurenlaan eindigt recht voor het Afrikapaleis. Het Park van Tervuren vormt een van de toegangspoorten tot het Zoniënwoud.

### Elementen
De belangrijkste gebouwen in het park zijn het AfricaMuseum, het Afrikapaleis en de Sint-Hubertuskapel.
Het zeldzame parelgras-beukenbos komt voor in het park. Het park telt acht vijvers.

## Geschiedenis
In het begin van de dertiende eeuw vestigde de hertog van Brabant, Hendrik I zich in Tervuren. Zijn kasteel bevond zich op de landtong tussen de samenvloeiing van de Maelbeek en de Voer. Het kasteel van Tervuren zou vooral dienstdoen als uitvalsbasis om te jagen. Wanneer Albrecht en Isabella landvoogden van de Zuidelijke Nederlanden worden in 1599 werd het kasteel verfraaid als buitenverblijf voor het paar. In dezelfde periode werd de Sint-Huburtuskapel gebouwd, net ten zuidoosten van het kasteel. In de achttiende eeuw werd het kasteel onder Karel van Lotharingen een laatste maal verbouwd tot zomerresidentie. Het oorspronkelijke dambordpatroon van de warande, die ten oosten van het kasteel ligt, werd hierbij gewijzigd naar een stervormig patroon, dat vandaag nog steeds bestaat. Zeven lanen in het bos komen samen op een centraal punt.
Door een keizerlijk decreet van Jozef II werd het hertogelijk kasteel gesloopt in 1782. De toenmalige landvoogdes, Maria Christina van Oostenrijk, zal echter in Laken een nieuw kasteel laten optrekken. Na decennialange verwaarlozing wordt het domein in 1815 door het kersverse Verenigd Koninkrijk der Nederlanden geschonken aan Kroonprins Willem II der Nederlanden. De staat schenkt hem het domein en een som geld voor de bouw van een nieuwe zomerresidentie als blijk van erkentelijkheid voor zijn heldhaftige optreden in de Slag bij Waterloo. Tussen 1817 en 1823 wordt aan de noordwestzijde van de oude Warande het zogenaamde Paviljoen van Tervuren opgetrokken naar de plannen van architect Charles Vander Straeten. Het oude omheinde jachtgebied wordt hiertoe in noordwestelijke richting uitgebreid en de Leuvense steenweg wat naar het noorden verlegd. Het nieuwe gebouw wordt aan de alle zijden omringd door terrassen en formele tuinen 'à l'Italienne'. Alleen aan de zuidzijde opteert men voor een landschapspark in Engelse stijl, met een grasperk dat afdaalt tot aan de oude Warandevijver waar ooit het kasteel stond.

### Leopold II
Wanneer België onafhankelijk wordt in 1830 zal de hele Warande eigendom worden van de Belgische staat. In 1853 laat koning Leopold I het domein toewijzen aan zijn oudste zoon en troonopvolger, Leopold II. Onder toezicht van de kroonprins zal het Park van Tervuren sterk uitgebouwd worden. De opdracht hiervoor wordt in 1856 toevertrouwd aan de Duits Belgische landschapsarchitect Edouard Keilig. 
De aanzet tot de aanleg van het park (zoals het er anno 2021 ligt) kwam er met de Wereldtentoonstelling van 1897, waarbij het koloniale luik in Tervuren plaats had. In 1895 werd de Tervurenlaan aangelegd om het park te verbinden met Brussel. In de Warande werden er tijdens de Wereldtentoonstelling Congolese dorpen geconstrueerd en bevolkt met Congolezen. Op de ruïnes van het in 1879 afgebrande Paviljoen van Tervuren liet Leopold II het Paleis der Koloniën bouwen als tentoonstellingsruimte. Wegens de beperkte capaciteit werd in 1905 gestart met de bouw van een museumgebouw (Koninklijk Museum voor Midden-Afrika), anno 2021 het AfricaMuseum. In 1911 wordt het ingehuldigd door de nieuwe koning, Albert I. Een jaar later wordt het hele domein als een publiek park overgedragen aan de toenmalige diensten van Waters en Bossen (anno 2021 het Vlaamse Agentschap voor Natuur en Bos).

## Fotogalerij

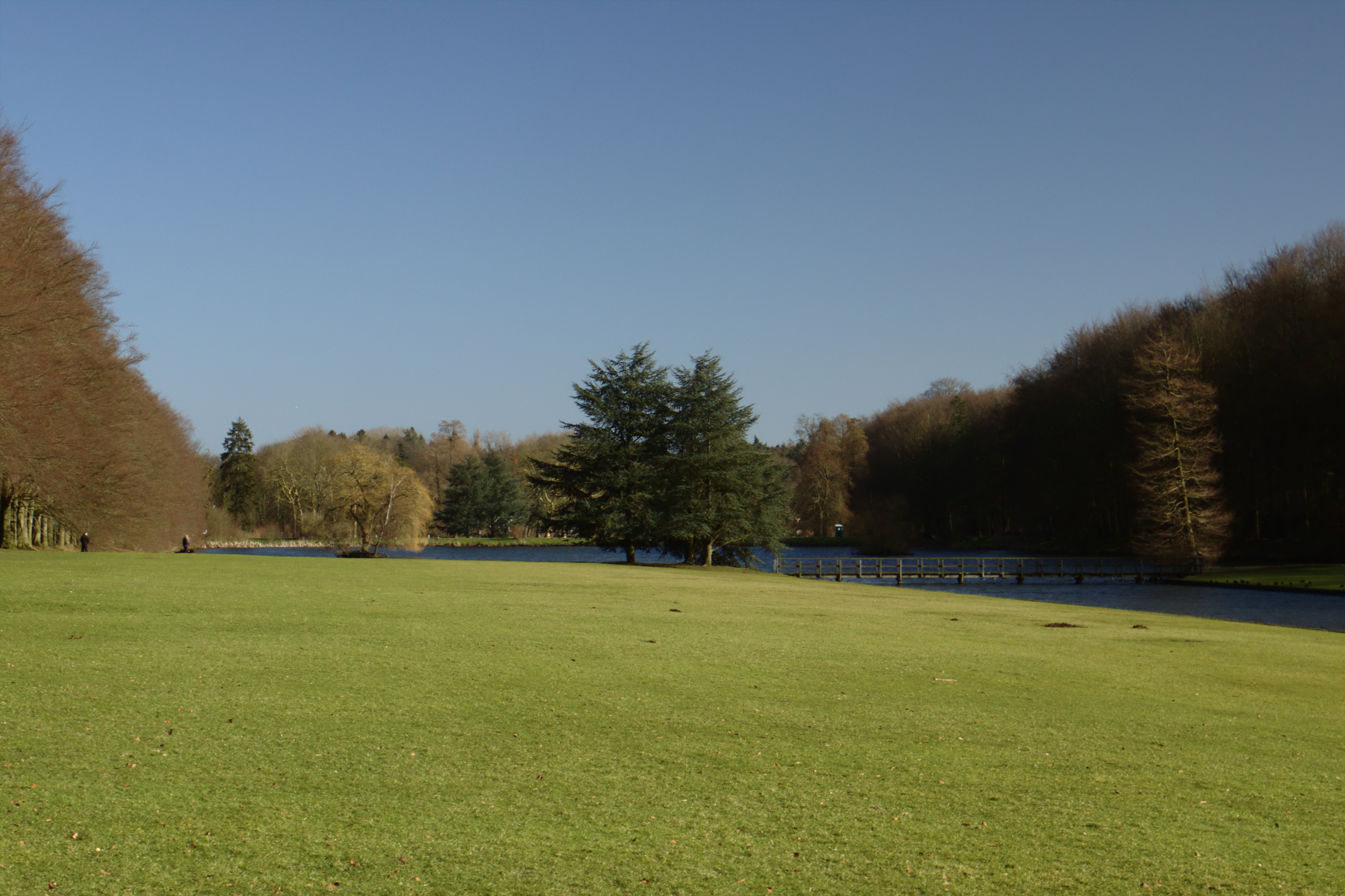
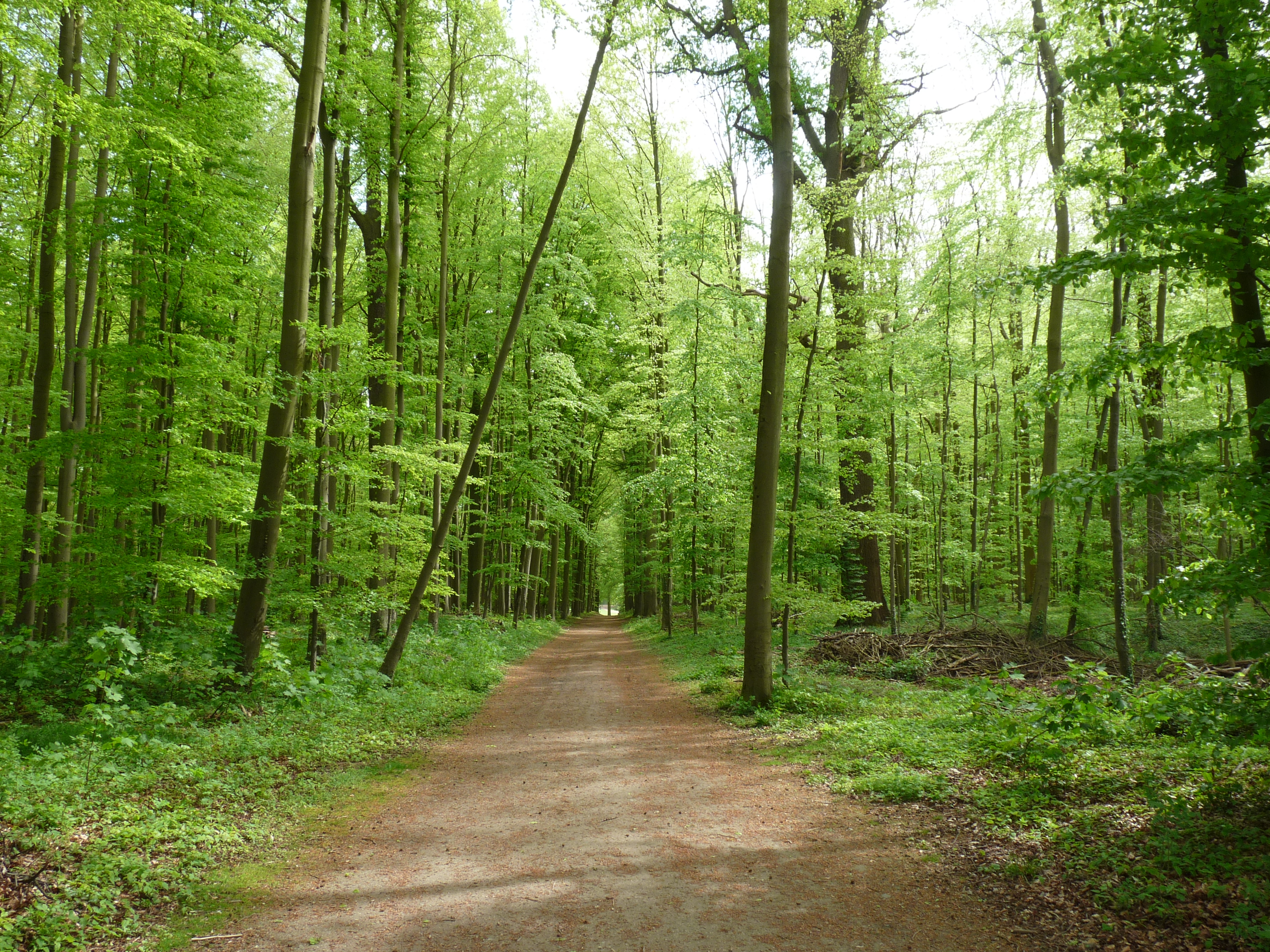
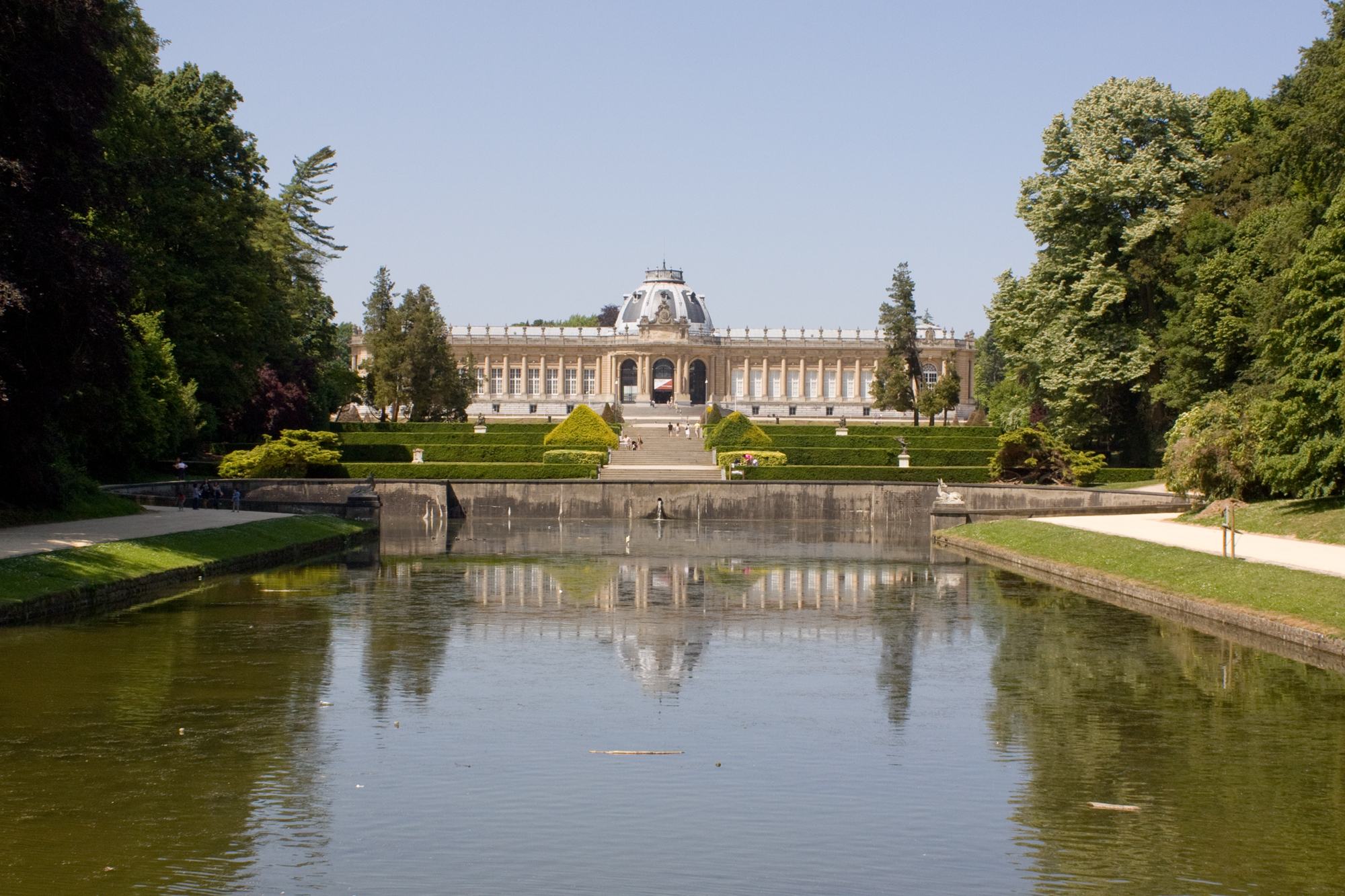
AfricaMuseum
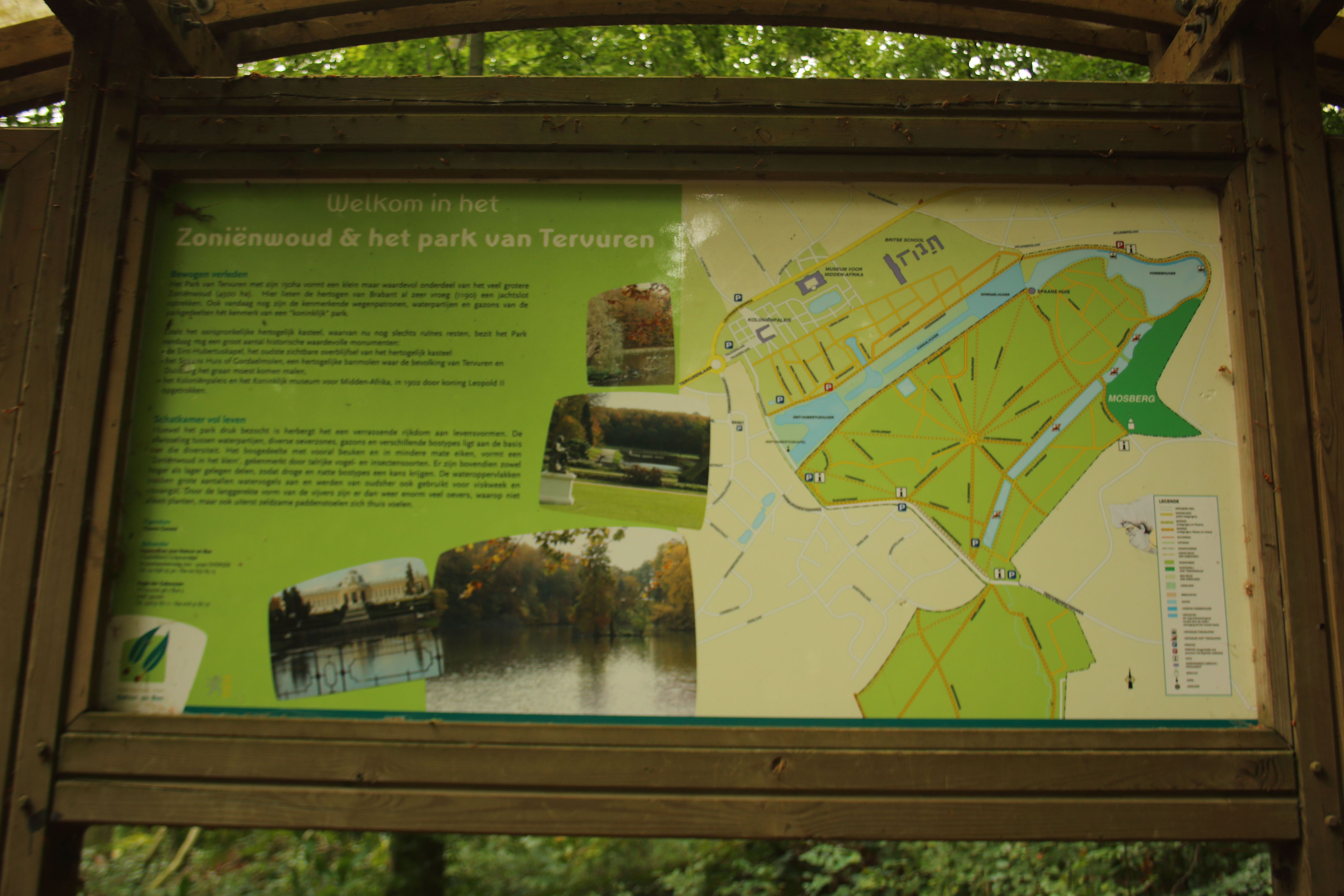
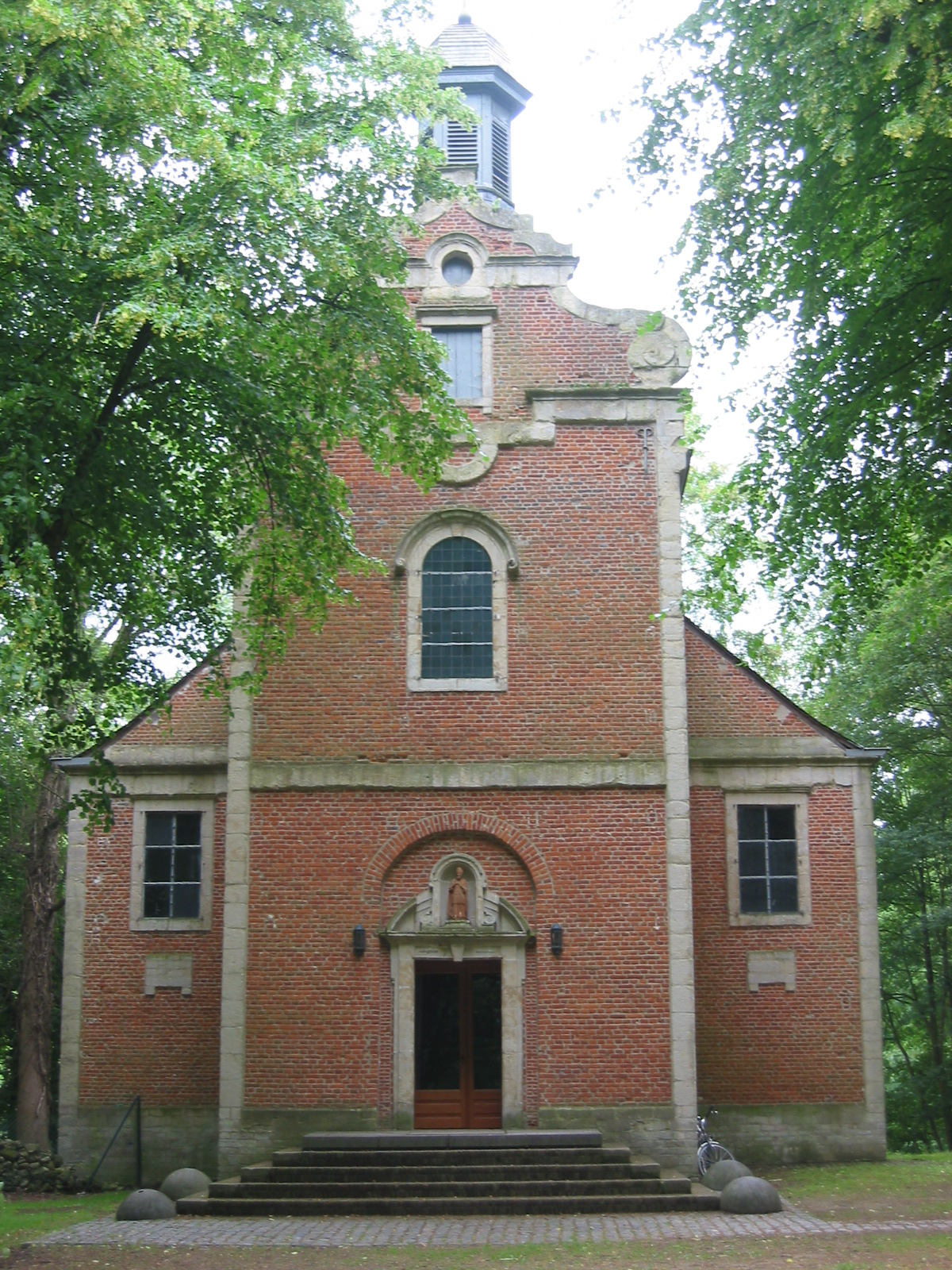
Sint-Hubertuskapel
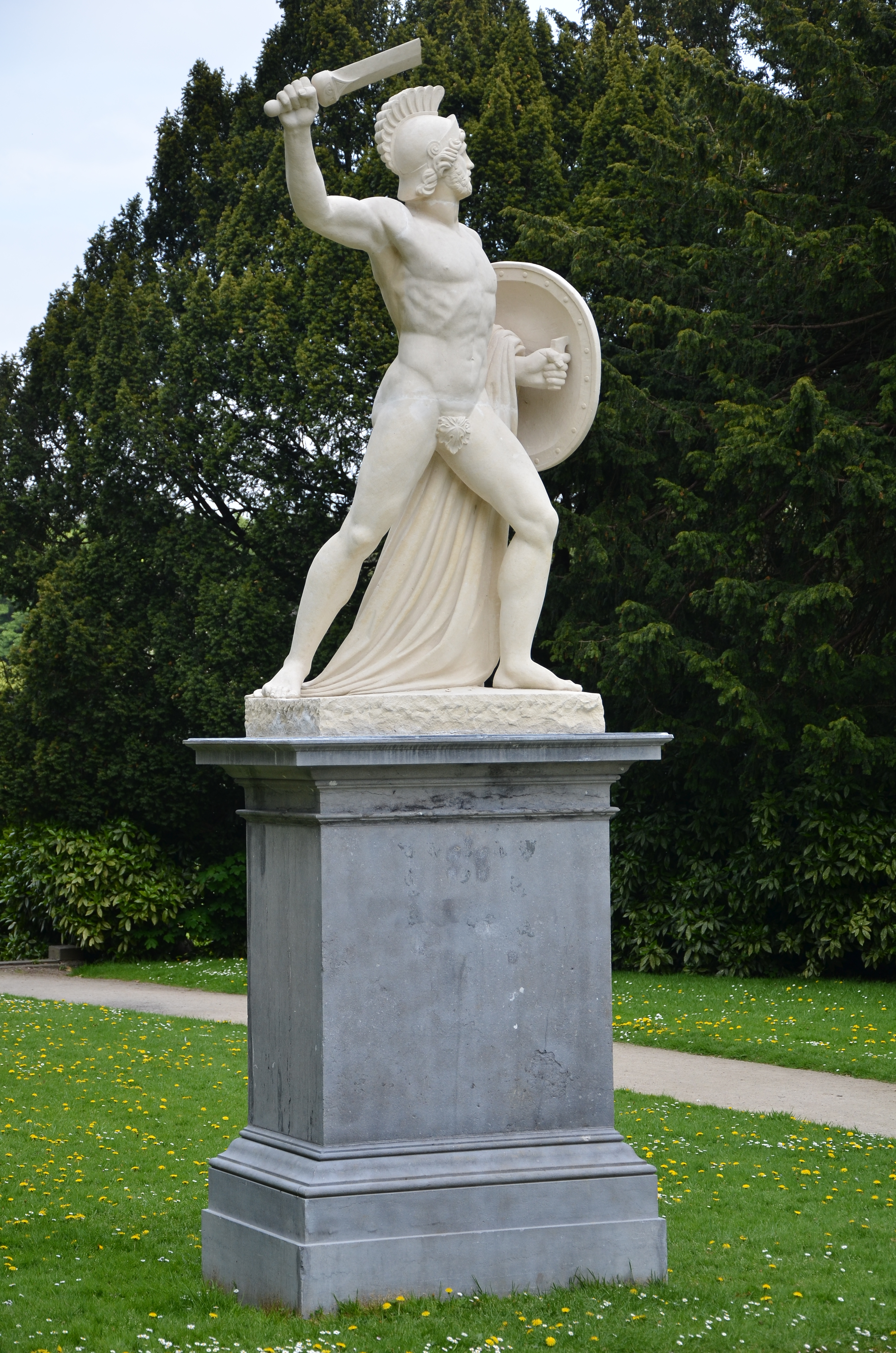
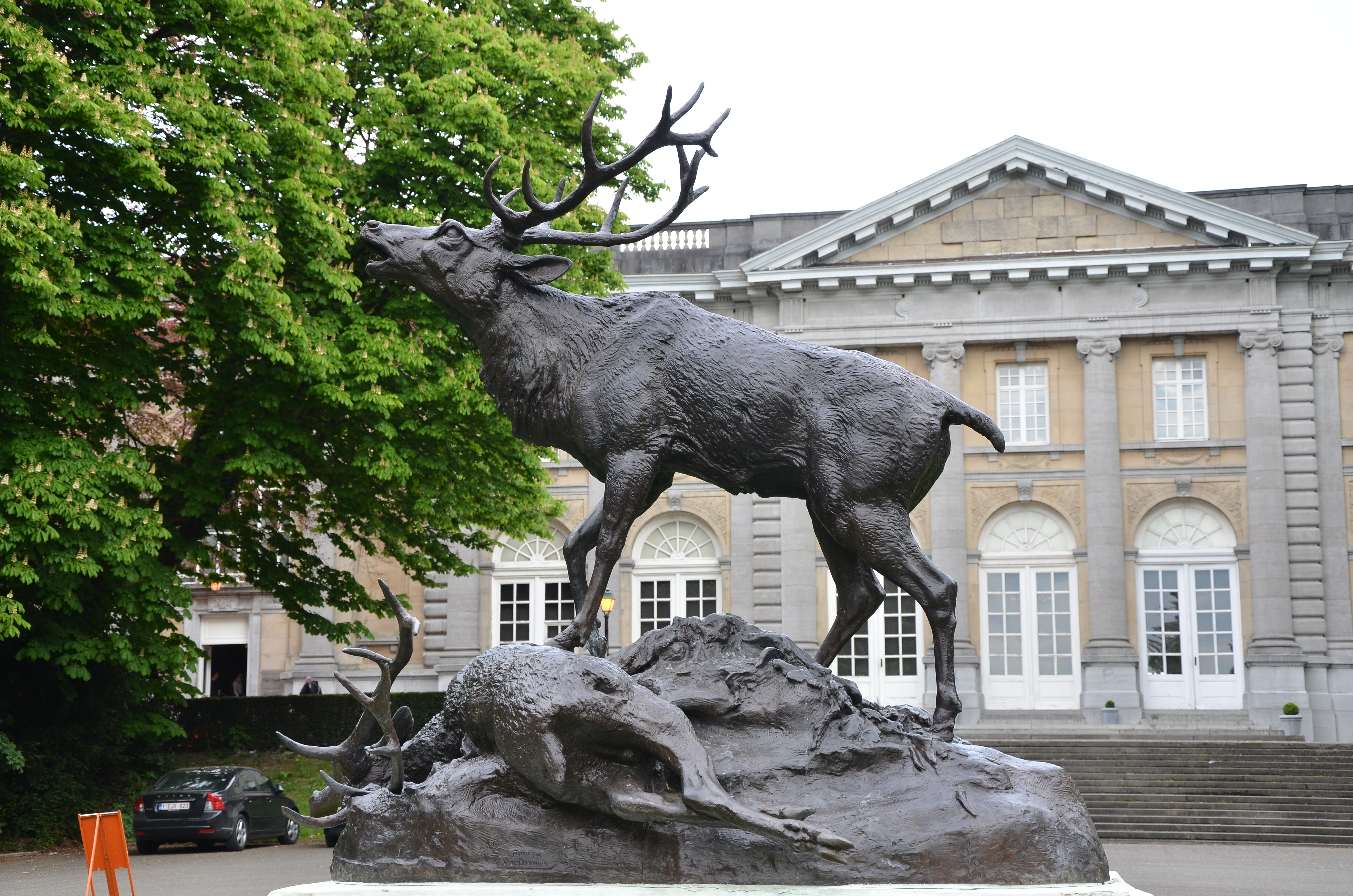
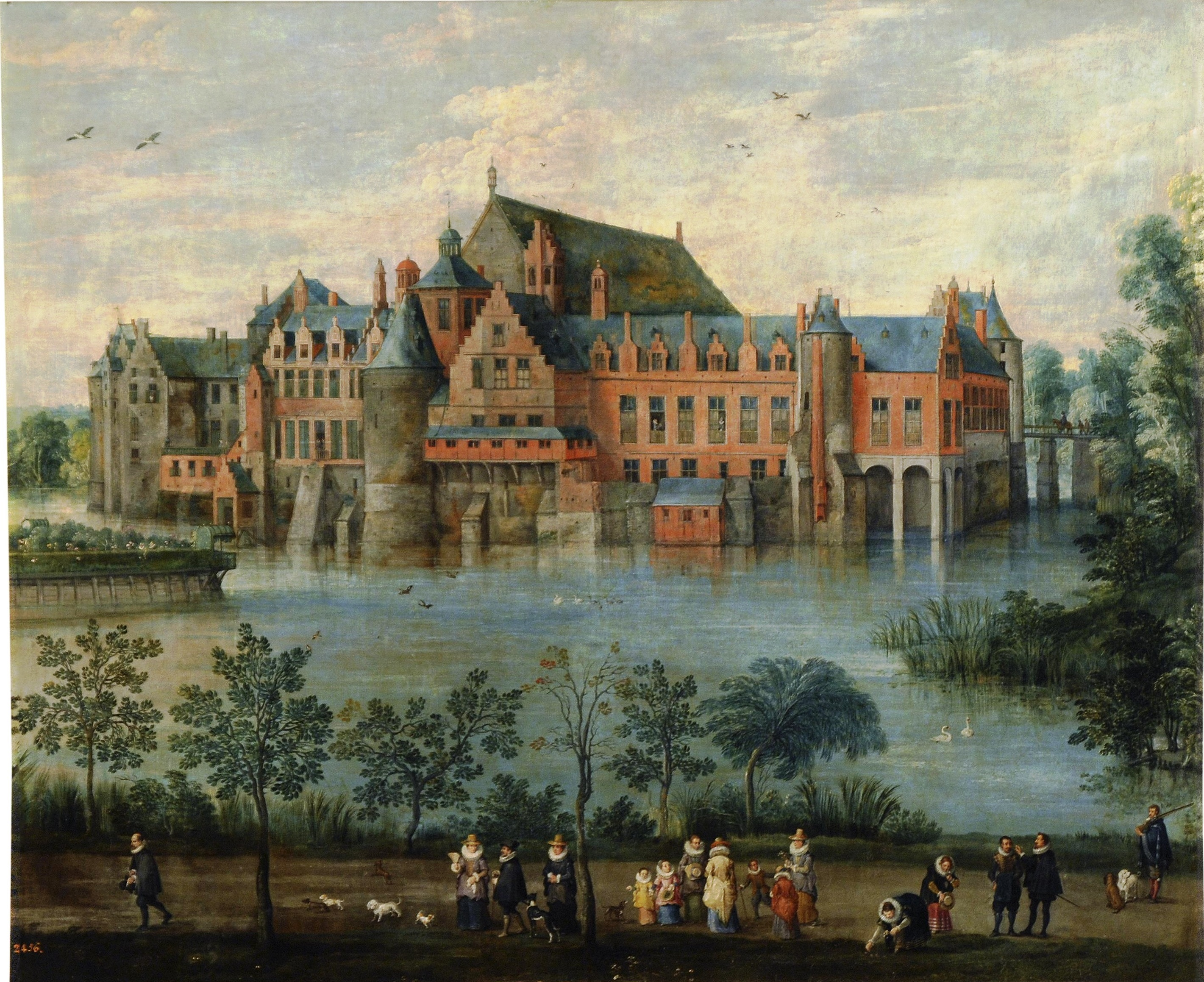
Het vroegere hertogelijk kasteel